# 夸脫
夸脱（英語：quart，符号：qt）是英制及美制单位中一个的容量单位，定义为1夸脱等于四分之一加仑。目前使用的夸脱有三种，英制夸脱、美制（液体）夸脱、美制干货夸脱，分别对应英制加仑、美制液体加仑、美制干货加仑的四分之一，都等于公制1升左右。1夸脱等于2品脱，在美制中又等于4杯。
夸脱的英文quart来自法文quart，最终来自拉丁文quartus，意为“四分之一”。

## 英制夸脫
英制單位：
- 1 英制夸脫 = 40 液盎司 = 1136.5225 毫升
- 1 英制夸脫 = 8 及耳 = 2 品脫 = 1/4 加侖 = 1/32 蒲式耳

請參看 度量衡單位條例1995 (The Units of Measurement Regulations 1995) （页面存档备份，存于）.

## 夸脫
單位：
- 1 濕量夸脫 = 32 美制液盎司 = 4 美制杯 = 946.352946 毫升
- 1 乾量夸脫 = 1/32 蒲式耳 = 1101.220942715 毫升

## 請參閱
- 英制單位